# MSTRKRFT
MSTRKRFT (pronunciado como "Master-kraft") es un grupo de música electrónica originario de Toronto (East York), Ontario, Canadá pertenecientes al sello Last Gang Records. El grupo comenzó en el 2005 formado gracias a F. Keeler, integrante de Death from Above 1979 y Al-P (Alex Puodziukas) exintegrante del grupo de electropop Girlsareshort originario de Mississauga.

## Discografía

### Álbumes
- The Looks (18 de julio de 2006)
- Fist of God (2009)

### Sencillos y EP
- "Easy Love" (31 de enero de 2006)
- "Work on You" (6 de julio de 2006)
  - “Community Revolution In Progress”
- "Street Justice" (18 de enero de 2007)
- MSTRKRFT EP (2007)
  - “Easy Love”
  - “Paris”
  - “Street Justice” (MSTRKRFT Remix)
  - “Neon Knights”
- "Bounce/Vuvuvu" (con N.O.R.E. & Isis) (1 de abril de 2008) #14 Hot Dance Club Play,[1] #75 Australian ARIA Singles Chart[2]
- "Heartbreaker" (con John Legend) (26 de julio de 2009) #50 UK Singles Chart,[3] #5 UK Dance Chart, #63 Australian ARIA Singles Chart
- "Beards Again" (14 de marzo de 2011)
- "Back in the USSA" (21 de marzo de 2011)

### Remixes
Algunas de las canciones que MSTRKRFT (como banda y sus integrantes por separado) ha remezclado son:
2004:
- Panthers – "Thank Me With Your Hands"

2005:
- Death from Above 1979 – "Little Girl"
- Death from Above 1979 – "Sexy Results"
- Annie – "Heartbeat"
- The Kills – "No Wow"
- Juliette and the Licks – "Got Love To Kill"
- Buck 65 – "Kennedy Killed The Hat"

2006:
- All Saints – "Rock Steady"
- Metric – "Monster Hospital"
- Wolfmother – "Woman"
- Services – "Elements of Danger"
- Gossip – "Listen Up!"
- Para One – "Dudun-Dun"
- Polysics – "Ceolakanth Is an Android"
- Revl9n – "Someone Like You"

2007:
- Armand Van Helden – "NYC Beat"
- Justice – "D.A.N.C.E."
- Brazilian Girls – "Jique"
- Goose – "Bring It On" (JFK Remix)
- New Young Pony Club – "Get Lucky"
- Bloc Party – "Two More Years"
- Bloc Party – "Flux" (JFK Remix)
- Chromeo – "Tenderoni" (Al-P Remix)
- The Crystal Method – "Keep Hope Alive"
- Space Cowboy – "Running Away" (JFK Remix)
- Acid Jacks – "Awake Since 78"

2008:
- Kylie Minogue – "Wow"
- Ayumi Hamasaki – "Beautiful Fighters" (AL-P Remix)
- D.I.M. – "Airbus" (JFK Remix)
- D.I.M. – "Is You" (JFK Remix)
- Kid Sister – "Control" (JFK Remix)
- Fritz Helder & The Phantoms – "Making A Scene" (Al P Remix)
- Mark Knight & Funkagenda – "Man With The Red Face" (JFK Club Mix)
- Usher – "Love in This Club"
- John Legend + André 3000 – "Green Light"[4]
- Jesse McCartney – "Leavin'" (JFK Remix)

2009:
- Yeah Yeah Yeahs – "Zero"
- Thunderheist – "Jerk It" (Nasty Nav + JFK Remix)
- Mr. Oizo – "Gay Dentists" (JFK Edit)

2010:
- Laidback Luke feat. Jonathan Mendelsohn – "Till Tonight"
- Katy Perry – "California Gurls"
- Mr Miyagi – "Pick Your Poison" (JFK Remix)
- FACT – "Los angeles" (AL-P Remix)
- Keri Hilson – "Turnin' Me On (feat. Lil Wayne)"
- Daft Punk – "Aerodynamic" (Electric Daisy Carnival 2010)
- Rye Rye & M.I.A. – "Sunshine" (JFK Remix)
- Kelis – "Scream & Shout" (AL-P Remix)

2011:
- A-Team – "Theme Song" (AL-P Remix)